# Locris conjuncta
Locris conjuncta är en insektsart som beskrevs av Jacobi 1943. Locris conjuncta ingår i släktet Locris och familjen spottstritar. Inga underarter finns listade i Catalogue of Life.